# Kota Baru (Bulan Tengah Suku Ulu)
Kota Baru is een bestuurslaag in het regentschap Musi Rawas van de provincie Zuid-Sumatra, Indonesië. Kota Baru telt 1641 inwoners (volkstelling 2010).